# Спиридон Палаузов
Спиридон Николаевич Палаузов (1818 – 1872) е руски историк от български произход, изследвал средновековната и новата история на България, Румъния, Чехия, Унгария и Австрийската империя.
Участва и в организирането на Априловската гимназия в Габрово.

## Биография
Син е на Николай Ст. Палаузов. През 1832 – 1840 г. учи в Ришельовския лицей в Одеса, а през 1840 – 1843 г. следва в университетите в Бон, Хайделберг и Мюнхен. Защитава дисертация в Мюнхенския университет, посветена на древногръцкото стопанство на 24 август 1843 г. После (1844 – 1846) посещава семинара на проф. Осип Бодянски в Историко-филологическия факултет на Московския университет, където защитава дисертация за кандидатска степен. След това в Санктпетербургския университет защитава дисертация „Век болгарского царя Симеона“ за магистърска степен (1852).
Избран е за действителен член на Императорското общество по руска история и старини в Москва (1846). Впоследствие работи в Азиатския департамент на Министерството на външните работи в Петербург и в Министерството на народната просвета (като чиновник със специални поръчения). Успоредно с това се отдава на интензивна научноизследователска дейност, която му отрежда (наред с по-младия му съвременник Марин Дринов) мястото на родоначалник на критическото направление в развитието на българската възрожденска историография. Като член на руската Археографска комисия участва в редактирането и издаването на съставения от руския митрополит Макарий (1542 – 1563) монументален корпус от средновековни славянски текстове, известен като „Велики чети-минеи“ („Великие Минеи Четьи“).
Чете много гръцка литература. Въвежда понятието „Златен век“ в историографията на България. Участва активно в набавянето на исторически извори за българската история.

## Някои произведения
- Иоанн Гус и его последователи (1845)
- Исторический очерк Сербскаго государства до конца XV столетия (1845)
- Австрия со времени революции 1848 года (1850)
- Век болгарскаго царя Симеона (1852)
- Синодик царя Бориса (1855)
- Юго-Восток Европы в XIV веке (1857)
- Уния в царуванието на Ивана Асеня (1858)
- Румынские господарства Молдавия и Валахия (1859)
- По вопросу о болгарском патриаршестве (1860)
- Реформы и католическая реакция в Венгрии (1860)
- Венгрия в современных ее отношениях к Австрии (1861)
- Разпространение христианства в Болгарии (1870)